# The Pillage
The Pillage è il primo album in studio da solista del rapper statunitense Cappadonna (Wu-Tang Clan), pubblicato nel 1998.

## Tracce
1. Slang Editorial
2. Pillage (feat. Solomon Childs)
3. Run
4. Blood on Blood War (feat. Solomon Childs)
5. Supa Ninjaz (feat. U-God & Method Man)
6. MCF
7. Splish Splash
8. Oh-Donna (feat. Ghostface Killah)
9. Milk the Cow (feat. Method Man)
10. South of the Border
11. Check for a Ni**a
12. Dart Throwing (feat. Raekwon & Method Man)
13. Young Hearts (feat. Blue Raspberry)
14. Everything Is Everything (feat. Rhyme Recca)
15. Pump Your Fist (feat. Tekitha & Solomon Childs)
16. Black Boy (feat. Tekitha)
17. '97 Mentality (feat. Ghostface Killah) – bonus track nella versione per l'Europa in edizione limitata